# 440号線 (ポーランド)
440号線（440ごうせん、ポーランド語：Linia kolejowa nr 440）はポーランド・ワルシャワにあるワルシャワ・スウジェビエツ駅からワルシャワ・ショパン空港駅までを結ぶポーランド国鉄（PKP）の鉄道路線。ワルシャワ・ショパン空港へのアクセスを改善するために2009年11月から建設が開始された。1853メートルある路線うち1183メートルはトンネル区間である。請負会社はBilfinger Berger。